# Lomelosia micrantha
Lomelosia micrantha — вид квіткових рослин родини жимолостевих (Caprifoliaceae).

## Біоморфологічна характеристика
Це однорічна рослина 10–60 см заввишки, прямовисна, зазвичай гілляста. Стебла запушені. Нижні листки еліптичні, цілокраї, гострі; серединні та верхні листки перисто-розсічені з ланцетними сегментами. Головки при плодах довгасті.

## Поширення
Росте на півдні Європи та заході Азії.
В Україні вид росте на сухих кам'янистих схилах — у Криму, звичайно